# Asterotrochammininae
Asterotrochammininae es una subfamilia de foraminíferos bentónicos de la familia Remaneicidae, de la superfamilia Trochamminoidea, del suborden Trochamminina, y del orden Trochamminida. Su rango cronoestratigráfico abarca el Holoceno.

## Discusión
Clasificaciones previas incluían Asterotrochammininae en el suborden Textulariina del Orden Textulariida. Otras clasificaciones lo han incluido en el Orden Lituolida.

## Clasificación
Asterotrochammininae incluye a los siguientes géneros:
- Asteroparatrochammina
- Asterotrochammina

Otro género considerado en Asterotrochammininae es:
- Spironatus, de posición taxonómica incierta